# Janków (Domaniów)
Janków (deutsch Jankau, 1937–1945 Grünaue) ist ein Dorf in Niederschlesien. Der Ort liegt in der Landgemeinde Domaniów im Powiat Oławski in der polnischen Woiwodschaft Niederschlesien.

## Geographie

### Geographische Lage
Das Angerdorf Janków liegt zehn Kilometer nordöstlich vom Gemeindesitz Domaniów (Thomaskirch), ca. 11 km westlich von der Kreisstadt Oława (Ohlau) und rund 28 Kilometer südöstlich der Woiwodschaftshauptstadt Breslau. Der Ort liegt in der Nizina Śląska (Schlesische Tiefebene) innerhalb der Równina Wrocławska (Breslauer Ebene). 

### Nachbarorte
Nachbarorte von Janków sind im Südwesten Swojków (Schwoika) und im Südosten Wierzbno (Würben).

## Geschichte

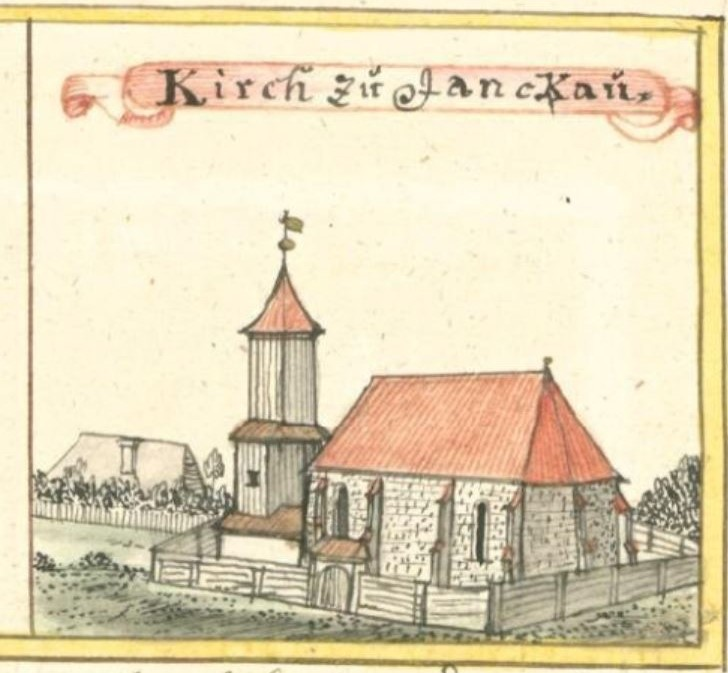
Michaeliskirche – Zeichnung aus der Mitte des 18. Jahrhunderts

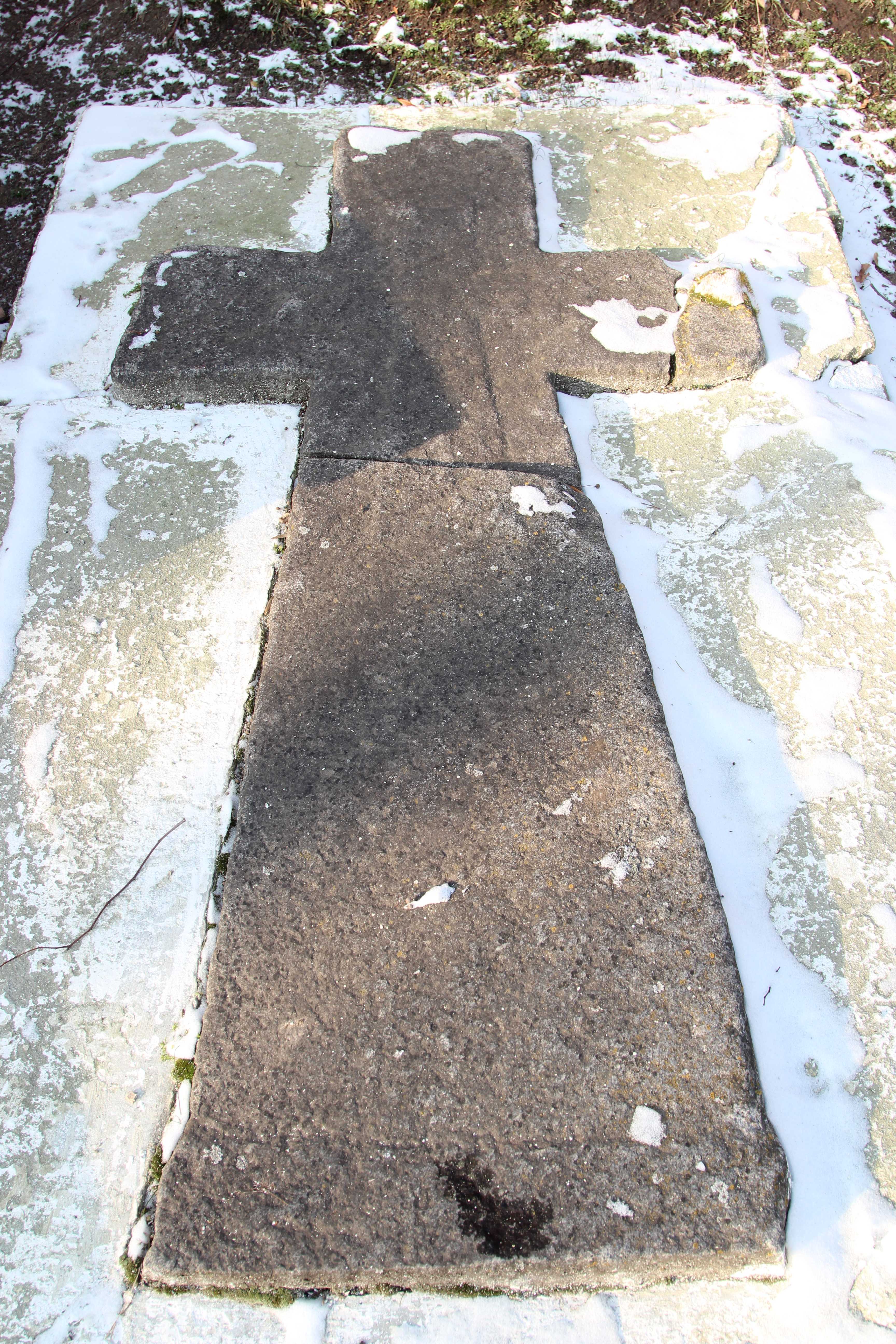
Sühnekreuz

Der Ort wurde 1193 erstmals als Janichow erwähnt und war ursprünglich wohl ein slawisches Fischerdorf. 1244 wurde der Ort nach deutschem Recht ausgesetzt und als Yanicou erwähnt. Weitere Erwähnungen erfolgten 1343 als Jencowicz, 1352 als Jankowicz sowie 1360 als Janekow.
Nach dem Ersten Schlesischen Krieg 1742 fiel Jankau zusammen mit dem größten Teil Schlesiens an Preußen. 1783 zählte der Ort eine katholische Kirche, 10 Bauern- und 26 andere Stellen sowie 216 Einwohner.
Nach der Neugliederung Preußens gehörte die Landgemeinde Jankau ab 1815 zur Provinz Schlesien und war ab 1816 dem Landkreis Ohlau eingegliedert. 1874 wurde der Amtsbezirk Quoisnitz gegründet, welcher die Landgemeinden Groß Peiskerau, Gunschwitz, Jankau, Quosnitz, Schwoika und Theuderau sowie die Gutsbezirke Gunschwitz und Theuderau umfasste. 1885 zählte der Ort 329 Einwohner.
1933 zählte Jankau 321 Einwohner. Am 11. Januar 1937 wurde der Ortsname in Grünaue umbenannt. 1939 zählte Grünaue 289 Einwohner. Bis 1945 befand sich der Ort im Landkreis Ohlau.
Als Folge des Zweiten Weltkriegs fiel Jankau wie fast ganz Schlesien 1945 an Polen, wurde in Janików umbenannt und der Woiwodschaft Breslau angegliedert. Die deutsche Bevölkerung wurde, soweit sie nicht vorher geflohen war, weitgehend vertrieben. Die neu angesiedelten Bewohner waren zum Teil Heimatvertriebene aus Ostpolen. 1999 kam der Ort zum Powiat Oławski in der Woiwodschaft Niederschlesien. 

## Sehenswürdigkeiten
- Die römisch-katholische Michaeliskirche (poln. Kościół św. Michała Archanioła) wurde 1338 erstmals erwähnt. Der gotische Kirchenbau wurde im 14. Jahrhundert errichtet und im 17. Jahrhundert erweitert.[6]
- Sühnekreuz
- Steinerne Wegekreuze
- Bildstock